# CLK1
CLK1 (англ. CDC like kinase 1) – білок, який кодується однойменним геном, розташованим у людей на короткому плечі 2-ї хромосоми.  Довжина поліпептидного ланцюга білка становить 484 амінокислот, а молекулярна маса — 57 291.
| 10         |  | 20         |  | 30         |  | 40         |  | 50         |
| ---------- |  | ---------- |  | ---------- |  | ---------- |  | ---------- |
| MRHSKRTYCP |  | DWDDKDWDYG |  | KWRSSSSHKR |  | RKRSHSSAQE |  | NKRCKYNHSK |
| MCDSHYLESR |  | SINEKDYHSR |  | RYIDEYRNDY |  | TQGCEPGHRQ |  | RDHESRYQNH |
| SSKSSGRSGR |  | SSYKSKHRIH |  | HSTSHRRSHG |  | KSHRRKRTRS |  | VEDDEEGHLI |
| CQSGDVLSAR |  | YEIVDTLGEG |  | AFGKVVECID |  | HKAGGRHVAV |  | KIVKNVDRYC |
| EAARSEIQVL |  | EHLNTTDPNS |  | TFRCVQMLEW |  | FEHHGHICIV |  | FELLGLSTYD |
| FIKENGFLPF |  | RLDHIRKMAY |  | QICKSVNFLH |  | SNKLTHTDLK |  | PENILFVQSD |
| YTEAYNPKIK |  | RDERTLINPD |  | IKVVDFGSAT |  | YDDEHHSTLV |  | STRHYRAPEV |
| ILALGWSQPC |  | DVWSIGCILI |  | EYYLGFTVFP |  | THDSKEHLAM |  | MERILGPLPK |
| HMIQKTRKRK |  | YFHHDRLDWD |  | EHSSAGRYVS |  | RRCKPLKEFM |  | LSQDVEHERL |
| FDLIQKMLEY |  | DPAKRITLRE |  | ALKHPFFDLL |  | KKSI       |  |            |

A: Аланін

C: Цистеїн

D: Аспарагінова кислота

E: Глутамінова кислота

F: Фенілаланін

G: Гліцин

H: Гістидин

I: Ізолейцин

K: Лізин

L: Лейцин

M: Метіонін

N: Аспарагін

P: Пролін

Q: Глутамін

R: Аргінін

S: Серин

T: Треонін

V: Валін

W: Триптофан

Кодований геном білок за функціями належить до трансфераз, кіназ, серин/треонінових протеїнкіназ, тирозинових протеїнкіназ, фосфопротеїнів. 
Задіяний у таких біологічних процесах як поліморфізм, альтернативний сплайсинг. 
Білок має сайт для зв'язування з АТФ, нуклеотидами. 
Локалізований у ядрі.